# Cergy

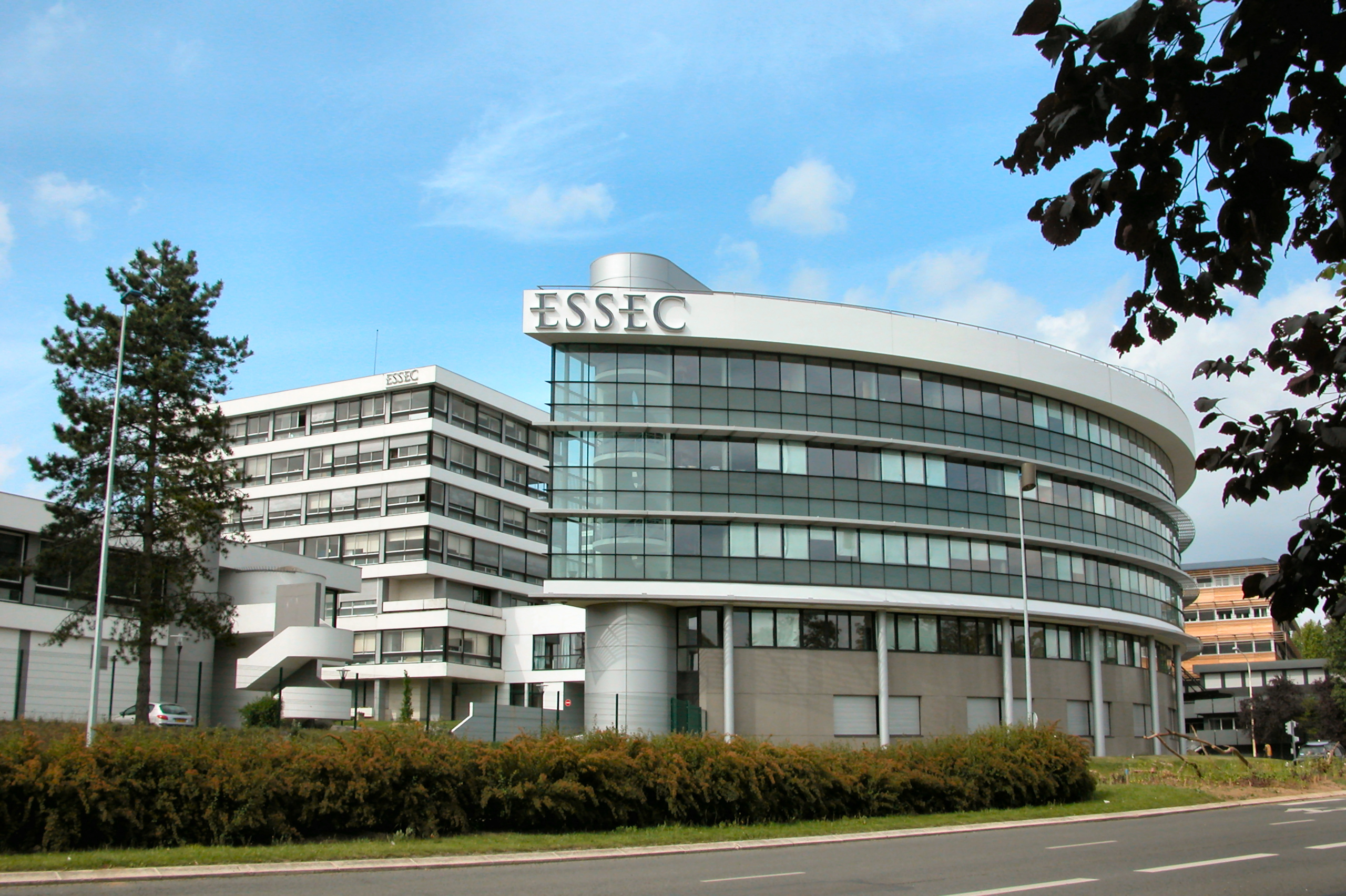
ESSEC-Handelsschule

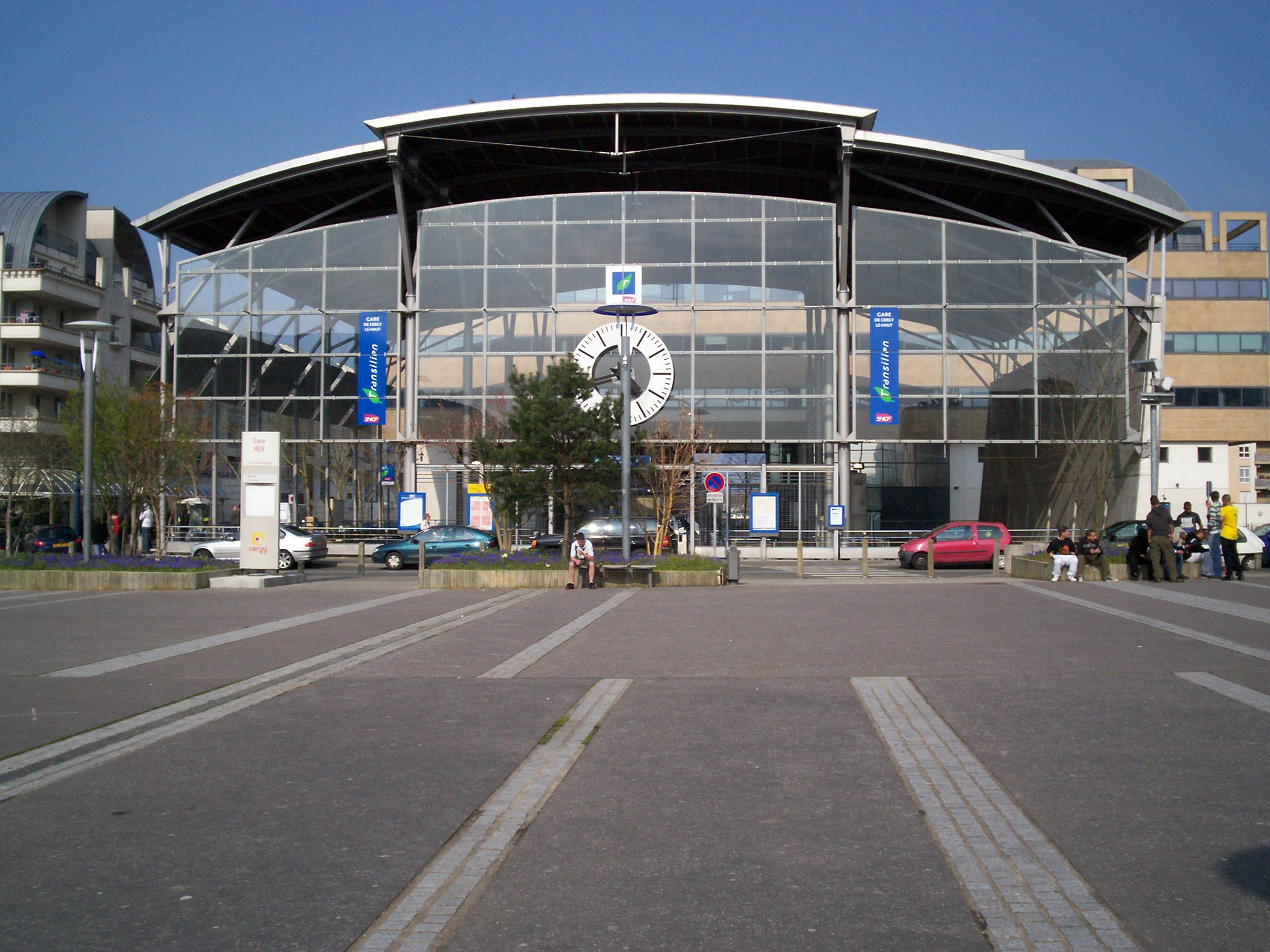
Bahnhof Cergy - Le Haut

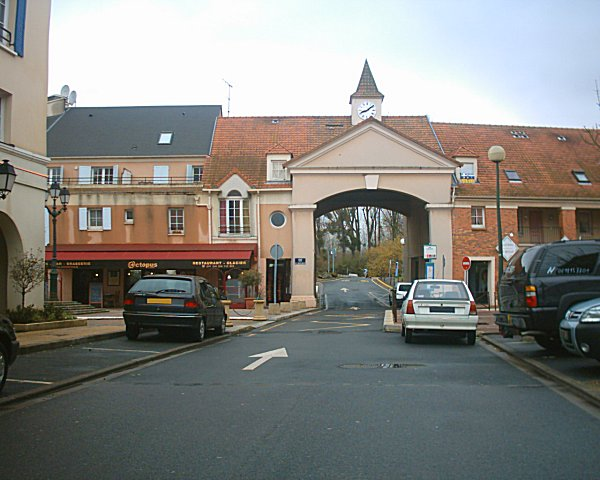
Port Cergy

Cergy ist eine französische Stadt mit 69.578 Einwohnern (Stand 1. Januar 2022) im Département Val-d’Oise, an einer Flussschlinge der Oise, etwa 28 Kilometer nordwestlich von Paris. Sie gehört zur Agglomerationszone Cergy-Pontoise. Cergy wurde in den 1960er Jahren gegründet und ist Zentrum der neuen Städte von Cergy-Pontoise mit einer großen Bevölkerungsdichte. Die Einwohner werden Cergyssois genannt.
Obwohl das benachbarte Pontoise die offizielle Préfecture des Départements ist, befindet sich der Verwaltungssitz in Cergy. Andererseits sind die Gebäude der Unterpräfektur in der Commune von Pontoise.

## Name
Der Name Cergy kommt vom mittellateinischen Wort Sergiacum und bedeutet „Anwesen des Sergius“ (einem gallo-römischen Landbesitzer).

## Bevölkerungsentwicklung
Als Cergy zum Zentrum der Ville nouvelle im Cergy-Pontoise ausgewählt wurde, war es nur ein Dorf mit 2895 Einwohnern (1968). Danach entwickelte sich die Bevölkerung schnell, Mitte der 1970er Jahre gab es über 10.000 Einwohner und in den frühen 1980er Jahren über 20.000. Die Bevölkerungszahl von 1990 betrug ca. 48.000, danach verlangsamte sich allerdings die Bevölkerungsentwicklung, stieg aber noch auf 54.500 im Jahr 2004 an. Im Jahr 2011 wurden 58.300 Einwohner gezählt.

## Baudenkmäler
Siehe:Liste der Monuments historiques in Cergy

## Städtepartnerschaften
Städtepartnerschaften bestehen mit den Städten
- Erkrath, Deutschland
- Columbia (Maryland), Vereinigte Staaten
- Liaoyang, Volksrepublik China
- Porto-Novo, Benin
- Tres Cantos, Spanien
- West Lancashire, Vereinigtes Königreich

## Hafen
Port Cergy ist ein Yachthafen am Fluss Oise. Er bietet Platz für 103 Schiffe von 5 bis 22 m Länge. Der nördliche Teil des Hafens ist für Restaurants und Geschäfte reserviert und wurde um ein kleines Hafenbecken herumgebaut.

## Verkehr
Cergy besitzt drei Eisenbahnstationen der Linie RER A und weitere der Transilien: Cergy – Préfecture, Cergy – Saint-Christophe und Cergy – Le Haut. Die Uhr am Bahnhof Cergy - Saint-Christophe gilt mit rund 10 Metern Durchmesser als die größte Europas.
Die Busgesellschaft STIVO unterhält 17 Buslinien in Cergy.

## Bildung
- Universität Cergy-Pontoise
- ECAM-EPMI
- ESSEC, Grande école (Management-Hochschule)
- ENSEA, École Nationale Supérieure de l’Électronique et de ses Applications
- École de Biologie Industrielle
- ITIN, Handelsschule (Bereich IT) (École supérieure d'informatique, réseaux et systèmes d’information)
- CY Tech
- ENSAPC - École nationale supérieure d’arts de Paris-Cergy

## Kriminalität
Cergy-Pontoise hat 137,62 kriminelle Zwischenfälle pro 1000 Einwohner und liegt damit weit über dem nationalen Durchschnitt (83 pro 1000) und höher als die Kriminalitätsrate des Département Val-d’Oise (88,15 pro 1000). Cergy-Pontoise ist damit nach Argenteuil (186,43 pro 1000) die „gefährlichste Stadt“ im Département Val-d’Oise.

## Im Film
Der französische Spielfilm I wie Ikarus von Henri Verneuil wurde teilweise in Cergy gedreht.